# Panopea generosa
La panopea (Panopea generosa (Gould 1850)) o geoduck (pronuncia inglese [ˈɡuː.iˌdʌk]), conosciuta comunemente come vongola dalla proboscide, è un mollusco bivalve. In passato esisteva confusione tra questa specie e l'estinta P. abrupta Conrad, 1849.
Il nome comune deriva dalla lingua lushootseed e significa ‘colui che scava in profondità’, riferito allo stile di vita dell'animale, che passa la propria esistenza stando sepolto nella sabbia, col sifone che spunta a pochi centimetri dal fondo.

## Distribuzione
La specie è originaria della costa nord-occidentale del continente nordamericano: in particolare, la si trova nelle zone costiere di Washington, Columbia Britannica ed Alaska.

## Descrizione

### Dimensioni
Misurano circa 40 cm di lunghezza (ai quali si aggiunge fino a un metro di sifone) per un peso totale che supera di poco il chilogrammo, ma tendono a crescere per tutta la durata della loro vita ed essendo assai longevi (fino ad oltre 140 anni d'età, l'esemplare più vecchio pescato sinora aveva 160 anni) non è raro trovare individui che pesano oltre 7 kg e misurano oltre due metri di lunghezza. Queste dimensioni ne fanno il bivalve fossore più grande attualmente esistente al mondo.

### Aspetto
Si tratta di animali simili a grosse vongole dal lungo sifone, composto quest'ultimo da due tubi: uno d'entrata, attraverso il quale l'animale risucchia acqua e plancton per nutrirsi e respirare, ed un altro d'uscita, attraverso il quale esso può espellere gli scarti.

## Biologia
L'animale resta sommerso nella sabbia ad una profondità che va dai 20 ai 300 cm, lasciando uscire da essa solo la punta del sifone, e passa così tutto il suo stadio adulto.

### Alimentazione
Grazie al sifone aspirante, eventuali microrganismi planctonici vengono risucchiati e convogliati verso le branchie, dove vengono filtrati e digeriti.

### Riproduzione
La fecondazione è di tipo esterno: questo significa che i maschi e le femmine emettono i propri gameti liberamente nell'acqua, affidando al mare il compito di far incontrare spermatozoi e uova. Ciascuna femmina, durante tutta la sua vita, può produrre ed espellere circa cinque miliardi di uova. Le larve, inizialmente motili, passano un certo periodo allo stato planctonico sotto forma di veliger, per poi impiantarsi su un substrato sabbioso idoneo e qui passare il resto della loro vita.
Si tratta di uno fra gli animali più longevi del mondo: la sua lunga aspettativa di vita può essere dovuta sia alla naturale scarsità di organismi predatori (principalmente la lontra marina) e di particolari fatiche, poiché l'animale non fa altro che rimanere immobile e filtrare l'acqua.

## Importanza commerciale

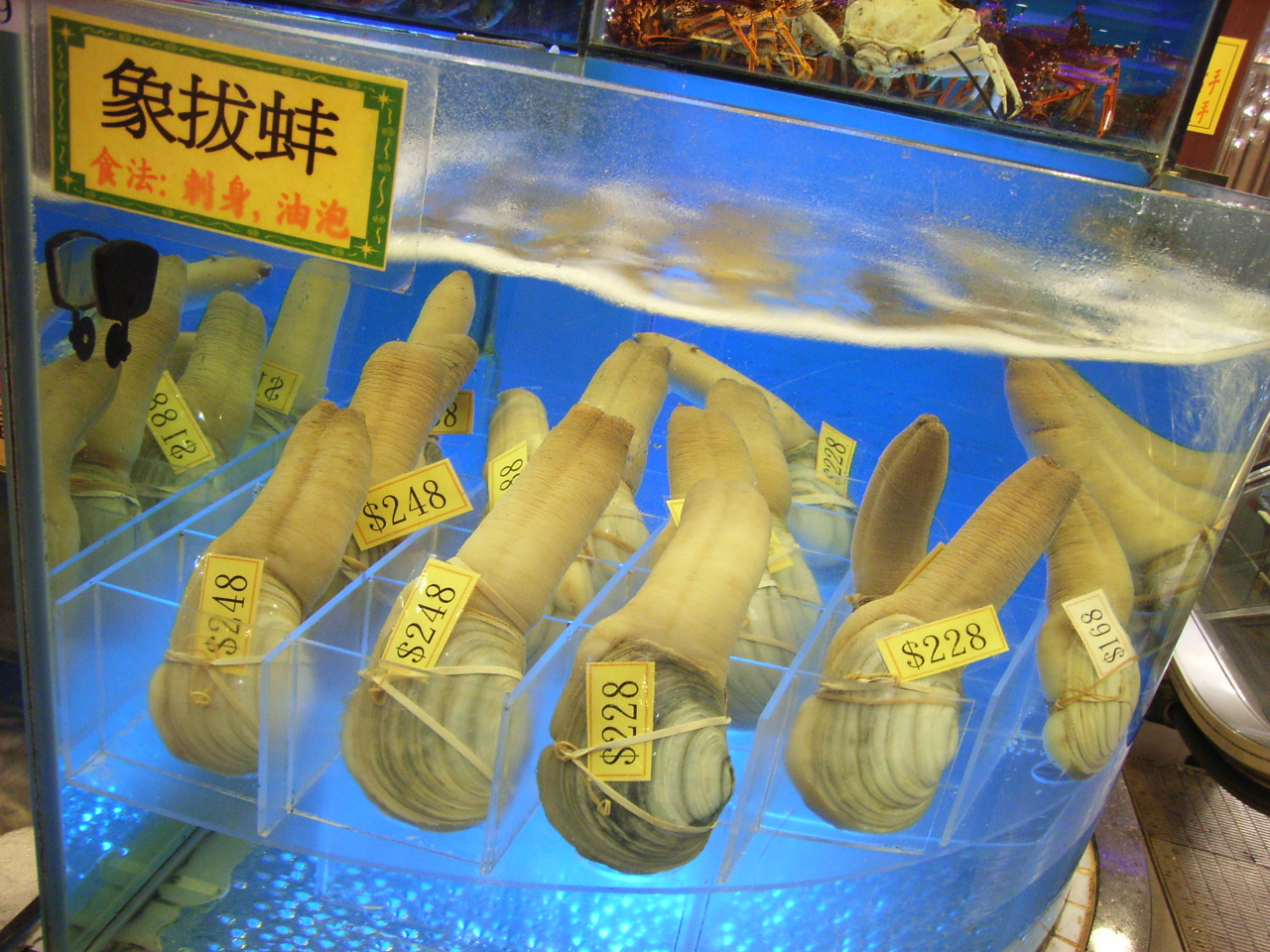
Esemplari in vendita in un negozio cinese: notare la loro disposizione in forma fallica, dovuta al fatto che in questo paese si ritiene che il geoduck abbia forti proprietà afrodisiache.

Ad oggi, la pesca del geoduck è una delle maggiormente regolamentate e controllate al mondo: se ne può pescare solamente una determinata quota annuale, in determinati periodi lontani da quello riproduttivo, e gli esemplari pescati devono rispettare precisi standard in termini di dimensioni, oltre che dover superare una serie di esami mirati all'eventuale contenuto nell'epatopancreas di sostanze inquinanti, trattandosi di organismi filtratori. In tal modo, ha preso il sopravvento fra i pescatori l'abitudine di tenere per un certo periodo gli animali in vasche con acqua corrente al fine di depurarli. Attualmente la vendita degli animali si basa principalmente sul prodotto vivo (90% del totale), mentre fino a pochi anni fa i geoduck venivano venduti prevalentemente congelati (10% di esemplari venduti vivi nel 2001): ciò permette ai pescatori di venderli ad un prezzo leggermente maggiore.
Il loro costo si aggira attorno ai sessanta €/kg ed alimenta un mercato di circa ottanta milioni di dollari l'anno. Il principale mercato di questi animali è l'Estremo Oriente, dove vengono considerati come una leccornia e si crede abbiano effetti medicinali, al pari della cistifellea degli orsi e delle pinne di pescecane: in particolare, a causa della loro forma fallica, si ritiene che essi siano dei potenti afrodisiaci e potenzino le prestazioni maschili.
Grazie alle loro grosse dimensioni, questi animali hanno sempre ispirato in numerose persone l'idea di intraprenderne l'allevamento in acquacoltura a fini commerciali. 
Il primo impianto per l'allevamento del geoduck venne creato in America nel 1970, nello stretto di Puget: qui vengono utilizzati dei tubi in polivinilcloruro lunghi una ventina di centimetri e larghi una quindicina, infilati in numero di 40.000 per acro nel substrato ad una profondità compresa fra i 30 ed i 70 cm ed all'interno dei quali vengono stabulate le larve (catturate in natura) prossime all'impianto nello stesso: l'acqua, in accordo alle leggi locali, deve rispettare rigidi parametri di pulizia. Gli animali vengono qui stabulati per circa 5 anni, al termine dei quali vengono issati in superficie pronti per la vendita. Tuttavia, gli allevamenti sorti nello stretto hanno sollevato una serie di polemiche da parte degli ambientalisti, a causa dell'impianto a fini commerciali di una specie non autoctona.

### Cucina

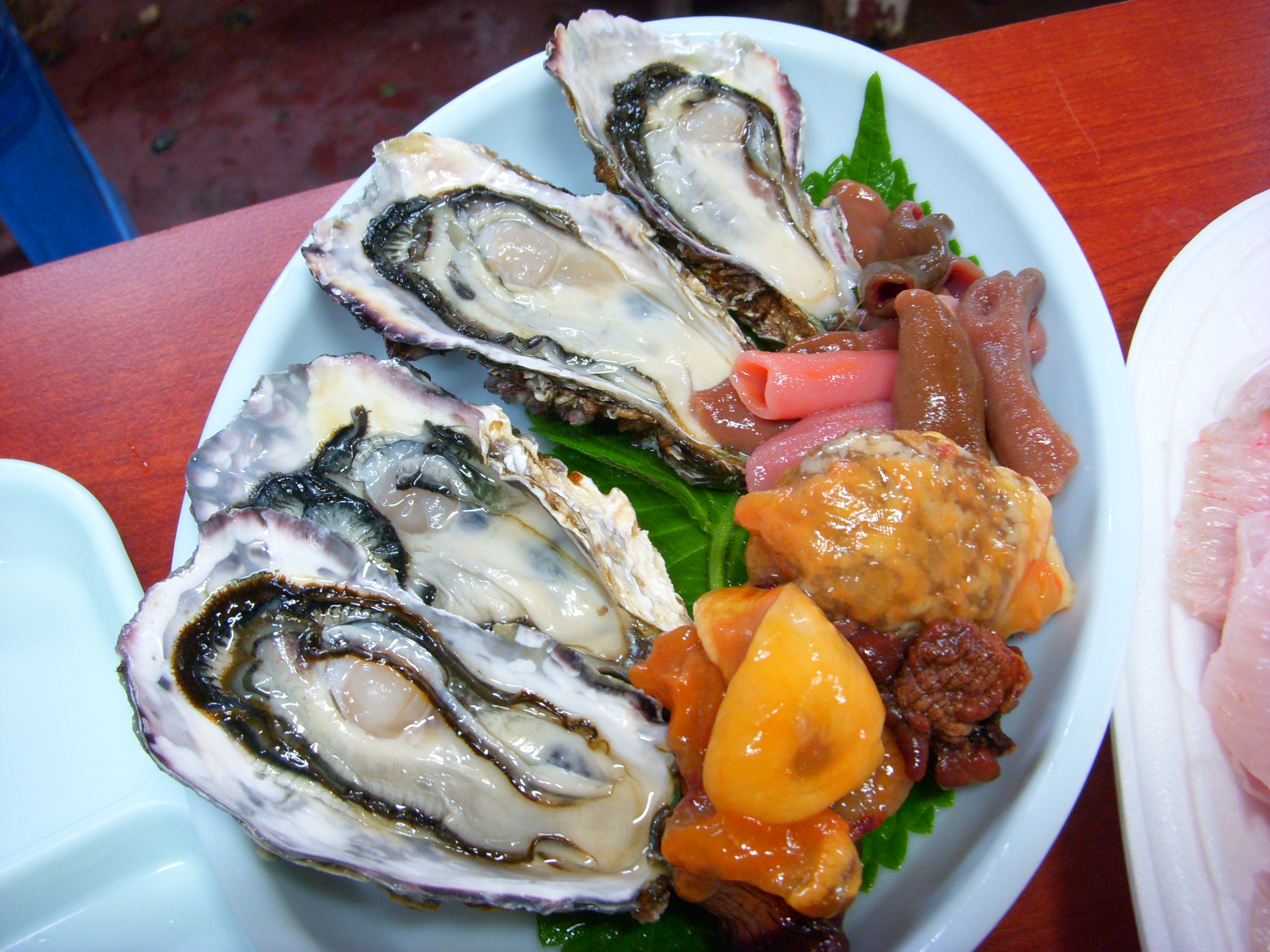
Un piatto di molluschi crudi con geoduck in Corea

Le sue carni hanno consistenza fibrosa e un sapore piuttosto umami, in particolare il sifone grande e carnoso è apprezzato per il gusto saporito e la consistenza croccante.
In Cina, dove l'animale è molto apprezzato, viene cotto in pentola e servito caldo o in hot pot.. In Corea viene consumato sia crudo con salsa di peperoncino piccante, sia saltato in padella o come ingrediente di stufati e zuppe. Nella cucina giapponese si predilige crudo, tagliato come sashimi e servito con salsa di soia e wasabi. Nei ristoranti più economici spesso è sostituito dal mollusco Tresus Keinae.